# Dan Faur
Dan Faur, pseudonim al lui Avram Alfred Fechner, (n. 20 ianuarie 1911, Calafat, Dolj, România – d. 22 mai 1961, București, România) a fost un scriitor român avangardist. A publicat în revistele unu și Contimporanul.
A debutat editorial în 1930 cu volumul Bust, publicat de editura unu și care avea o copertă și un portret de Jules Perahim. În anii 1930 a lucrat la un roman neterminat intitulat Oameni provizorii. Capitolul „Munci și socoteli” din acest roman a fost citit la cenaclul Sburătorul pe 22 septembrie 1935. Amfitrionul Sburătorului, Eugen Lovinescu, a notat: „Faur, revelație, talent: rom. Oameni provizorii. Un talent nou”. Fragmentul a fost publicat în revista Viața Romînească (anul XXVII, nr. 11-12, pp. 18-20). În 2006 Simion Faur a publicat un alt fragment intitulat „Când înfloresc rapițele” în revista România literară (nr. 38/2006).